# Phelps Island
Phelps Island ist eine kleine Insel im Archipel der Windmill-Inseln vor der Budd-Küste des ostantarktischen Wilkeslands. Sie liegt unmittelbar westlich des nördlichen Endes der Insel Shirley Island.
Die Insel wurde anhand von Luftaufnahmen der US-amerikanischen Operation Highjump (1946–1947) und Operation Windmill (1947–1948) kartiert. Das Advisory Committee on Antarctic Names benannte sie 1956 nach Robert F. Phelps von der United States Navy, der bei der Operation Windmill im Januar 1948 an der Errichtung astronomischer Beobachtungsstationen beteiligt war.